# Meredo
Meredo ist ein Weiler in der Gemeinde Vegadeo der Autonomen Region Asturien in Spanien.

## Geographie
Meredo liegt zwischen dem Rio Suaron, einem Nebenfluss des Rio Eo und dem Rio Lormes. Meredo hat 98 Einwohner (2020) auf einer Grundfläche von 27,87 km². Die nächste größere Ortschaft ist Vegadeo, der 5 km entfernte Hauptort der gleichnamigen Gemeinde. Das Dorf gehört zu dem gleichnamigen Parroquia Meredo.

## Klima
Angenehm milde Sommer mit ebenfalls milden, selten strengen Wintern. In den Hochlagen können die Winter durchaus streng werden.

## Sehenswertes
- Castro de Meredo (Burg-Festungsanlage)
- Reserva Natural Parcial de la Ría del Eo (Naturpark)